# Лозо Іван Афанасійович
Іван Афанасійович Лозо (нар. 22 лютого 1920, село Балюки, Полтавська губернія — пом. 24 грудня 1990, Харків) — радянський, український вчений-правознавець, кандидат юридичних наук (1952), професор (1976). Учасник Німецько-радянської війни, інвалід війні I групи. Заслужений працівник вищої школи УРСР(1981).

## Біографія
Іван Афанасійович Лозо народився 22 лютого 1920 року в селі Балюки (нині Полтавська область України) у сім'ї селян. У 1933, під час голодомору на Україні, померли мати та двоє братів Івана. Здобув освіту в одному з технікумів, який закінчив в кінці 1930-х років. Після закінчення технікуму працював головним ветеринаром району (за іншими даними ветеринарним фельдшером).
Після початку Німецько-радянської війни, Іван Лозо був призначений відповідальним за евакуацію колгоспної й радгоспної худоби за Дніпро. У січні 1942 записався добровольцем у Червону армію, і в тому ж році був відправлений на передову, спочатку служив рядовим в 440-му стрілецькому полку, а потім у званні сержанта командував відділенням у 243-му стрілецькому полку 181-ї стрілецької дивізії, в складі якої брав участь у Сталінградській битві . Іван Афанасійович брав участь в бойових діях до вересня 1942 року. Під час одного з боїв, він отримав важке поранення, в результаті якого повністю втратив зір, його ліва рука була ампутована, а кисть правої пошкоджена, також «ураження, що проникають, були в області грудей і живота». Проходив лікування в госпіталях Барнаула, Бійська і Саратова. Залишився інвалідом .
У вересні  / жовтні  1944 Іван Лозо вступив до Харківського юридичного інституту (ХЮІ). У 1948 році закінчив ХЮІ та поступив в аспірантуру, після закінчення якої у1951 році почав працювати в цьому виші.
|  | Головні болі, часті втрати свідомості на лекціях, нерідко порожній шлунок — усе це супроводжувало його в студентські роки. Попри важкий стан, не володіючи навичкою користуватися опуклим шрифтом для сліпих, він не пропустив, ні однієї лекції, ні єдиного семінарського заняття; напружувався, щоб забрати все можливе від своїх єдиних джерел знань. |

Починаючи з 1951 року Іван Афанасьйович працював на кафедрі колгоспного права ХЮІ, де послідовно обіймав посади асистента, старшого викладача і доцента, а закінчив свій трудовий шлях на посаді професора цієї кафедри.
|  | Багато юристів пам'ятають сліпого професора, який впізнавав кожного студента по ледь чутним звукам. |

Іван Афанасійович Лозо помер 24 грудня 1990 року.

## Наукова діяльність
Іван Лозо займався дослідженням питань колгоспного права: правове регулювання трудових відносин у колгоспах з урахуванням особливостей праці в сільськогосподарському секторі, нормативне визначення планування господарської діяльності в колгоспах, договірні відносини колгоспів з органами постачання матеріально-технічного виробничого забезпечення, машинно-тракторними станціями. У 1952 році Іваном Опанасовичем Лозо успішно захистив дисертацію на здобуття наукового ступеня кандидата юридичних наук, а в 1976 році йому було надане вчене звання професора. За час своєї наукової діяльності професор Лозо став автором або співавтором понад 40 наукових робіт, основними з яких є: «Коментар до Примірного статуту колгоспу», «Обов'язковий мінімум трудоднів в колгоспах», «Підсобні виробництва і промисли в колгоспах» та «Законодавство про підсобних виробництвах».

## Нагороди
Іван Опанасович Лозо нагороджений трьома орденами Вітчизняної війни — двома I ступеня (6 серпня 1946 і 6 травня 1965) та одним — II ступеня і медалями — «За оборону Сталінграда» (22 грудня 1942), «За перемогу над Німеччиною у Великій Вітчизняній війні 1941—1945 рр.» (9 травня 1945), «Двадцять років Перемоги у Великій Вітчизняній війні 1941—1945 рр.» і «Тридцять років Перемоги у Великій Вітчизняній війні 1941—1945 рр.».
17 лютого 1981 Івану Лозо «за заслуги в підготовці висококваліфікованих фахівців для органів народного господарства і багаторічну педагогічну діяльність» було надано почесне звання Заслужений працівник вищої школи УРСР.

## Сім'я
Після вступу до ХЮІ, І. А. Лозо познайомився зі своєю майбутньою дружиною, яка була «з родини репресованих». Його син В'ячеслав Лозо (нар. 1954) пішов по стопах батька і працював в тому ж виші. У 2010 році став доктором юридичних наук, а з 2012 року обіймав посаду професора кафедри історії держави і права.